# Trachypteryx magella
Trachypteryx magella is een vlinder uit de familie snuitmotten (Pyralidae). De wetenschappelijke naam van deze soort is voor het eerst geldig gepubliceerd in 1848 door Zeller.
De soort komt voor in tropisch Afrika.